# Ката Гурума
Ката́ Гурума́ (яп. 肩車 ката гурума, букв. «колесо через плечи», бросок через плечи) — приём в дзюдо, входящий в раздел бросков, группу бросков из стойки, класс бросков для проведения которых в основном используются руки. 
Бросок за восьмым номером входит в третью группу (дай санкю) списка приёмов дзюдо син-го кю, разработанного Дзигоро Кано в 1920 году и в настоящее время входит в список 67 приёмов Кодокан-дзюдо. Используется в различных вариантах, общим является глубокое подсаживание под соперника, его захват за внутреннюю поверхность бедра, взваливание соперника на плечи и сброс его с плеч спиной вниз; может также производиться с колен. В русскоязычном лексиконе во всех видах борьбы для данного приёма используется сленговое название «мельница», в англоязычных странах принято название shoulder wheel или «колесо через плечо».
Однако в спортивном дзюдо по правилам 2010 и 2014 годов, применение приёма, как связанного с захватом руками ниже пояса, существенно ограничено.